# Iama (ioga)
Iama (em védico: यम; romaniz.: Yama), segundo o Ioga Sutra, é o primeiro passo (anga) do Ioga, necessário à prática das cinco virtudes: benevolência e não-violência (ahiṃsā), sinceridade (satya), probidade (asteya), castidade (brahmacarya) e a ausência de luxúria (aparigraha). Significa autocontrole, dever moral, regra, observância, penitência.